# Estadio Manuel Enguru
El Estadio Manuel Enguru es una cancha de usos múltiples localizada en Ebebiyín, Guinea Ecuatorial. Este estadio es actualmente usado generalmente para partidos de fútbol.
Este estadio posee una capacidad para 5.000 espectadores.
- Datos: Q5848131